# 김성수 (극작가)
김성수(金聖洙, 1968년 8월 5일~)는 대한민국의 시사문화평론가 겸 정치평론가이자 시사MC이고, 극작가 겸 소설가 출신의 연극 연출가이자 방송인이다. 가족관계로는 아내와 사이에 1남 2녀(3남매)가 있다.

## 주요 이력

### 주요 경력
- 1991년 연극배우 첫 데뷔(1991년 12월).
- 1994년 연극배우 은퇴(1994년 12월).
- 1995년 소설가 첫 등단(1995년 3월).
- 1995년 문화평론가 첫 등단(1996년 9월)
- 1999년 옥랑문화재단 선임연구원(1996년 1월)
- 2000년 동숭아트센터 기힉실장 겸임(2000년 1월)
- 2000년{작가 정보

```
| 이름      = 김성수
| 출생일    = 
1968년 8월 5일
(
1968-08-05
)
(56세)

| 출생지    = 대한민국 
서울특별시

| 직업      = 시사문화평론가, 
극작가
, 
소설가
, 연극
연출가
, 문화기획자
| 장르      = 
희곡
, 
평론
, 
소설

| 언어      = 
한국어

| 경력      = 
인천대학교
 전임강사, 
마포문화재단
 본부장, 
경기문화재단
 이사
| 주요 작품 = 소설 《어미의 노래》 
 뮤지컬 각본 《우리동네》
| 수상      = 1995년 제1회 하이텔 문학상 장편소설 부문상 
 1999년 제1회 옥랑 희곡상
| 활동 기간 = 1988년~
| 학력      = 
서강대학교
 철학과 
학사
(1995년 8월)
| 웹사이트  = 
김성수
 - 
페이스북
김성수TV 성수대로
```

}}
김성수(金聖洙, 1968년 8월 5일~)는 대한민국의 시사문화평론가 겸 정치평론가이자 시사MC이고, 극작가 겸 소설가 출신의 연극 연출가이자 방송인이다. 가족관계로는 아내와 사이에 1남 2녀(3남매)가 있다.

## 주요 이력

### 주요 경력
- 1991년 연극배우 첫 데뷔(1991년 12월).
- 1994년 연극배우 은퇴(1994년 12월).
- 1995년 소설가 첫 등단(1995년 3월)
- 1996년 문화평론가 첫 등단(1996년 9월)
- 1999년 옥랑문화재단 선임연구원(1999년 1월)

```
        제1회 옥랑희곡상 공동수상(작품 : 어미의 노래)
```

- 2000년 동숭아트센터 기힉실장 겸임(2000년 1월)
- 2001년 문화기획 파란 대표, 극단 ‘시심(이후 나무와물 개명)' 대표[3]
- 2003년 예술극장 나무와물 개관 초대 대표
- 2006년 CBS 기독교방송 객원시사논설위원(2006년 2월).
- 2010년 CBS 기독교방송 객원시사논설위원 직위 퇴임(2010년 11월).
- 2011년 마포문화재단 본부장(2011년 3월)
- 2019년 김성수TV 개국(3월 1일)
- 2020년 경기문화재단 비상임이사(2023년 3월 퇴임)

## 출연작

### TV 프로그램
- 채널A 《직언직설》
- KBS2 《여유만만》[4]
- 채널i 《시사토크 썰다방》[5][6]

### 라디오 프로그램
- EBS 교방공 FM 《라디오 공감시대》

## 무대

### 연극
- 1994년 《나마스테》 (극작가) 한강[7][8]
- 2004년 《여성반란》[9]
- 2004년 《평화씨!!》[9]
- 2004년 《반쪽 날개로 날아온 새》[10]
- 2007년 《심리스릴러극 차가운 피》 (연출)[11][12]

### 뮤지컬
- 2004년 《테세우스》 (드라마 터그로)[13]
- 2005년 《밑바닥에서》 (연출)[11]
- 2006년 《우리동네》 (연출)[14][15]
- 2007년 《우리동네》 (연출)[14][16]

## 수상
- 제1회 하이텔 문학상 장편소설 부문 수상 (환제국혁명사,1995)[14]
- 제1회 옥랑 희곡상 수상 (작품 어미의 노래,2000)[14][17]